# Borislav Jovanović
Borislav Jovanović (Danilovgrad, 16 ottobre 1941) è uno scrittore montenegrino e precedentemente jugoslavo, fino alla definitiva conclusione dell'esperienza federativa della Jugoslavia avvenuta nel 2003, nonché serbo-montenegrino, fino alla scissione della Serbia e Montenegro in due stati indipendenti nel 2006 .
Laureato in filologia presso l'Università di Belgrado, ha partecipato alla dura polemica sul riconoscimento ufficiale della lingua montenegrina e più in generale sulle rivendicazioni culturali e nazionali che hanno portato alla formazione dello stato del Montenegro nel 2006 e al riconoscimento del montenegrino come lingua ufficiale nella Costituzione del Montenegro del 2007.

## Opere
- Il vecchio e le stelle (1979)
- Tagliare (2001)
- Libroscopia: Letteratura moderna montenegrina (2005)
- Biblion: Poesia del montenegrina (2006)
- Cenotafio (2006)
- Thanatos Prigioniero (2010)